# Farroukh Bek
Pour les articles homonymes, voir Bek.
Farroukh Bek (né en 1547 et mort vers 1619 à Agra) est un peintre miniaturiste persan.

## Biographie
Pendant sa longue vie, Farroukh Bek a servi trois monarques: les empereurs moghols Akbar Ier et Djahanguir, et le sultan de Bidjapour, Ibrahim Adilchah II. Il peint d'abord dans la tradition persane, puis il finit par définir son propre style, qui se distingue de celui des auteurs de son époque en Inde ou en Perse.
Le vizir de l'empereur Akbar, Abou al-Fazel, déclare dans l'Akbarnameh, que Farroukh était d'origine kalmouke. Bien que certains experts estiment qu'Abou al-Fazel ait mentionné un autre Farroukh, il semble plausible qu'il soit d'origine kalmouke, nonobstant le nom de Bek plus fréquent en Asie centrale.
Farroukh a commencé sa carrière à la cour du neveu du chah de Perse séfévide Tahmasp, le prince Sultan Ibrahim Mirza, parmi des maîtres fameux, comme Mirza Ali, Cheikh Mohammad, Ali Asgar, Mohammadi et d'autres. Il est ainsi à bonne école.

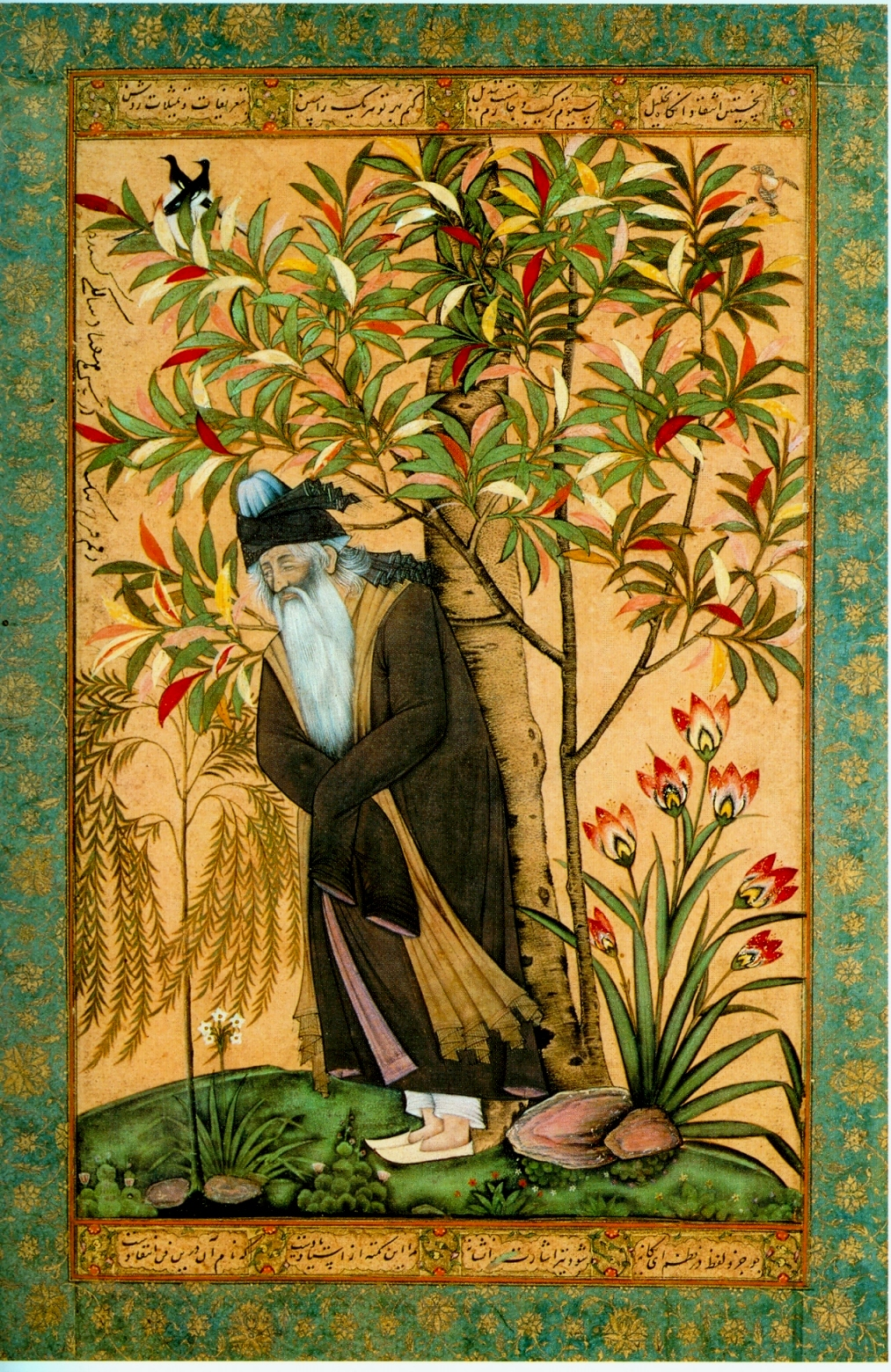
Farroukh Bek: Vieux mollah, vers 1615, Victoria and Albert Museum, Londres.

Le premier manuscrit connu qu'il ait illustré est le Khamseh (Cinq poèmes) d'Amir Khosrow, avec quatre de ses miniatures. Elles datent de 1571-1572 et ont été composées à Herat, où il vivait à l'époque. On sent encore dans ces miniatures un style provincial. Ensuite Farroukh se met au service du gouverneur de Kaboul, Mohammad Hakim, frère de l'empereur Akbar Ier. Ce dernier n'est pas insensible au style du miniaturiste et, à la mort du gouverneur en 1585, le fait venir à sa cour avec son fils. Abou al-Fazel indique que le miniaturiste est reçu chaleureusement: «Faroukh Bek Moussavir et d'autres reçurent des vêtements de prix et des chevaux, des plateaux de moukhr (monnaie d'or) et de roupies. Ils reçurent également de grandes marques d'honneur».
L'artiste travaille pendant quinze ans au kitab khaneh d'Akbar, puis s'installe vers 1600 chez le sultan Ibrahim Adilchah II dans le Deccan. Farroukh est conscient alors que son style très influencé par le goût persan est moins apprécié d'Akbar qui préfère un art moins abstrait et faisant montre de plus de passion. Il passe près de dix ans à la cour d'Ibrahim Adilchah II, et la raison de son départ d'une cour si brillante est restée inconnue. Il retourne à la capitale des empereurs moghols quand Djahanguir monte sur le trône. Ce dernier est féru de la manière persane, et surtout de l'œuvre de Mir Saïd Ali, d'Abd al-Samad, Reza Abbasi ou encore de Mirza Goulam. Avec les miniaturistes Mansour et Aboul Hassan, l'empereur Djahanguir considère Farroukh comme l'une des merveilles de son empire et lui confère le titre de «Nadir al-Asr» (merveille de l'époque). L'artiste travaille au kitab khaneh de l'empereur jusqu'à la fin de ses jours, entre 1615 et 1620.
Pendant la période de son séjour à la cour d'Akbar, Farroukh Bek illustre plusieurs manuscrits, mais seulement de manière fortuite. Ainsi son pinceau n'est attesté que dans deux miniatures de l'Abkarnameh. Il participe à l'illustration du Khamseh de Nizami (1590-1595) et à la première version du Babourbameh d'Akbar (vers 1589). Son style est alors typiquement persan, avec des détails méticuleux et des scènes bien construites, inspirés des travaux de ses collègues persans. Sa production d'alors est plus intéressante lorsqu'elle est issue de feuillets à part. Ainsi en est-il de représentations de derviches, de vieux mollahs ou de sages, d'adolescents idéalisés, qui représentent une partie importante de son répertoire. Farroukh crée une atmosphère propre, un caractère particulier que l'on ne retrouve pas chez d'autres maîtres persans.

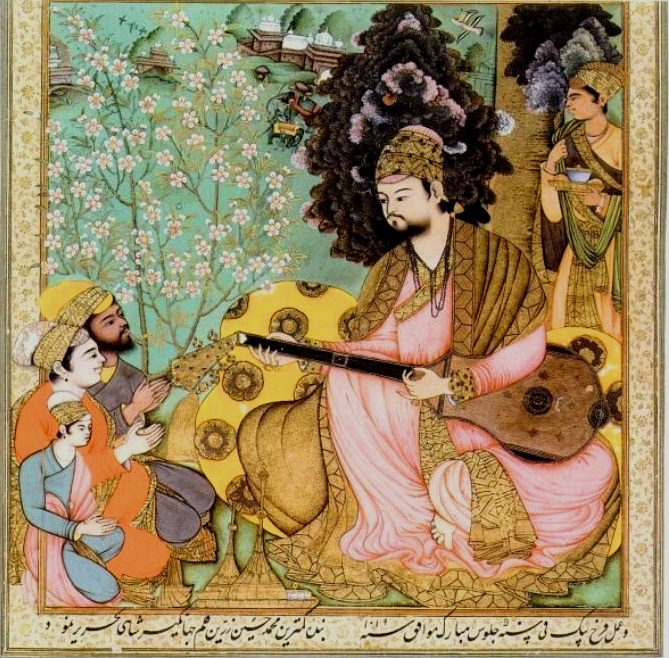
Farroukh Bek: Ibrahim Adilchah II jouant de la musique, vers 1610, Prague, Musée Naprstek.

La majeure partie de la production transmise de nos jours appartient à sa période de maturité, notamment après son départ de chez Ibrahim Adilchah et de sa capitale Bidjapour. Les dix ans passés dans cette capitale demeurent un mystère pour les spécialistes. Certains, comme l'expert en art pictural du Deccan Mark Zebrowski, estiment que Farroukh n'a pas travaillé à Bidjapour, car aucun document n'en témoigne. De cette époque, il demeure un portrait d'Ibrahim Adilchah II jouant de la musique (vers 1610) et une miniature Soufis sur fond de paysage (1601-1604), qui sont peints avec poésie et mystère, ce qui est typique de la production de la bibliothèque de ce prince. On retrouve ce style dans les feuillets à part peints plus tard par Farroukh. En particulier, les fonds en paysage sont composés pour donner l'illusion de perspectives illimitées sans personnage, ce qui renforce le côté impressionnant du personnage en portrait.
À cette époque tardive appartient aussi le portrait d'un sage, inspiré d'une gravure occidentale de Martin de Bos intitulée Dolor et qui elle-même est issue d'une idée de Dürer. Ce portrait composé à l'âge de soixante-dix ans d'un vieux soufi pensif plein de sagesse donne une idée de l'artiste lui-même ; non pas une idée de sa représentation physique, mais de l'état de sa psychologie à cet âge.
L'œuvre de Farroukh Bek dans la peinture moghole est tout à fait à part. L'expert américain Welch compare ce maître à de grands artistes mystiques, tels qu'Altdorfer, Sultan Mohammed ou Seghers. 

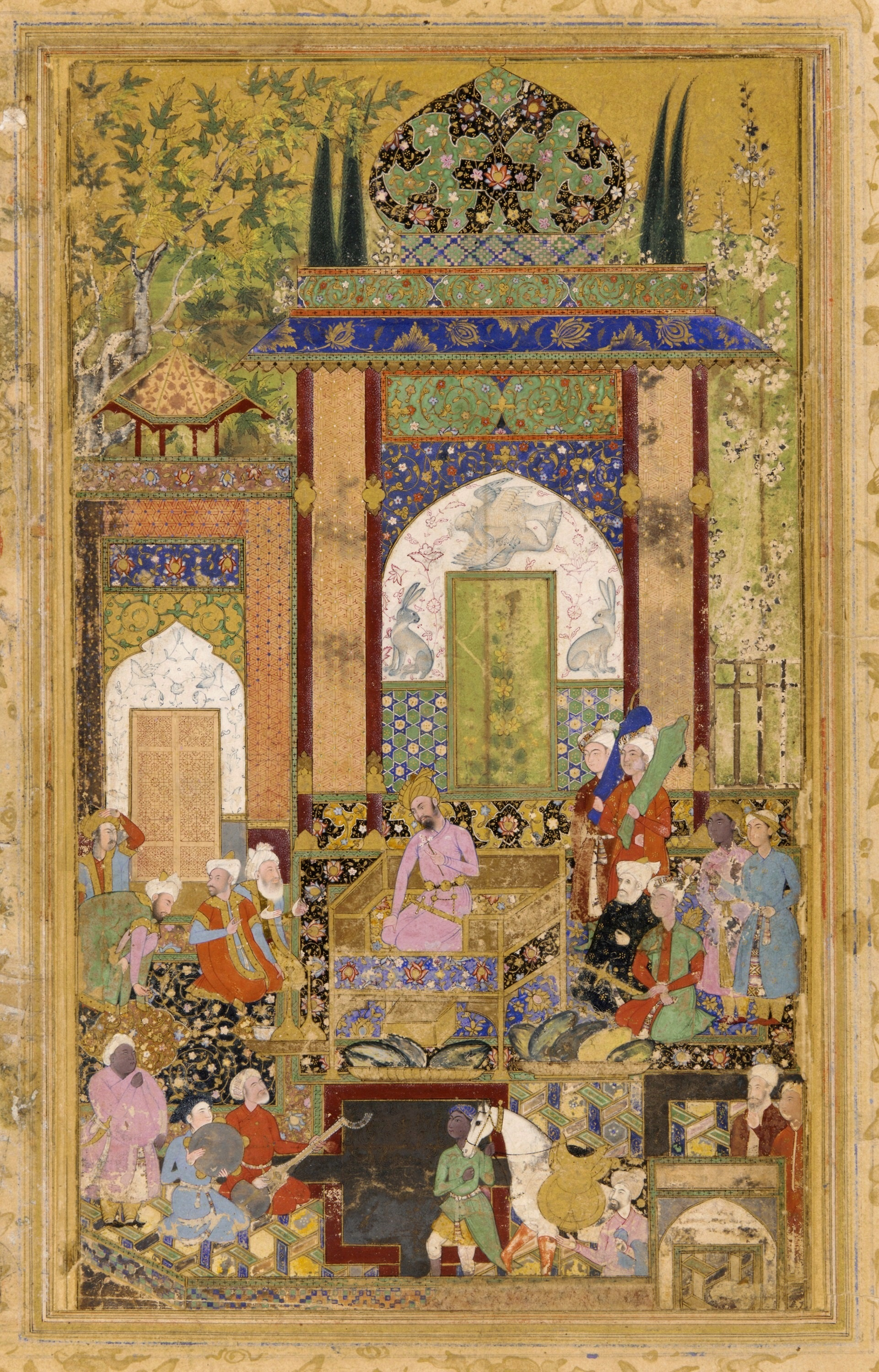
Farroukh Bek:, Babour reçoit ses courtisans (Babournameh), 1589, Washington, Sackler Gallery.
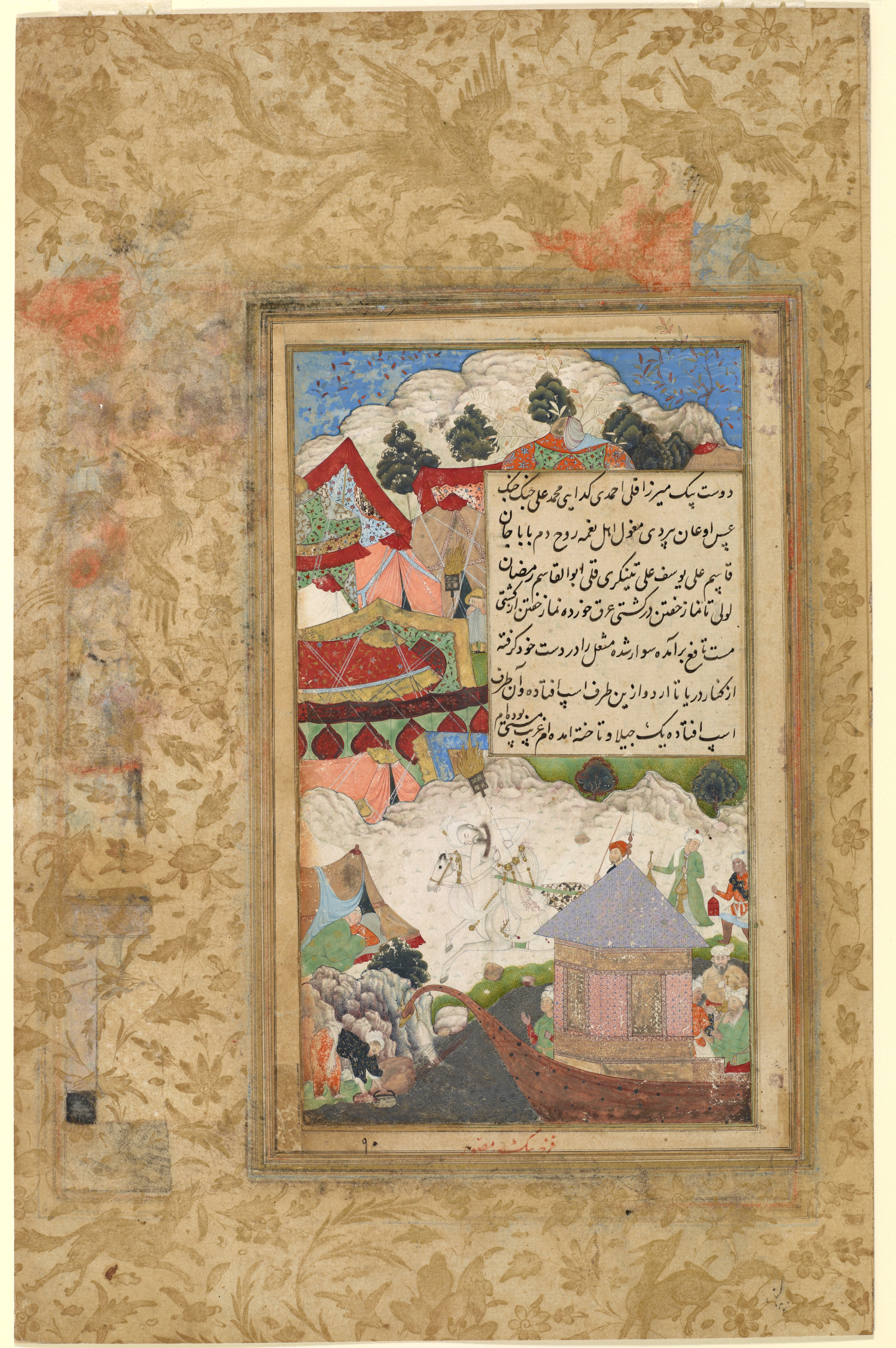
Farroukh Bek:, Babour ivre retourne à son camp de nuit (Babournameh), 1589, Sackler Gallery, Washington.
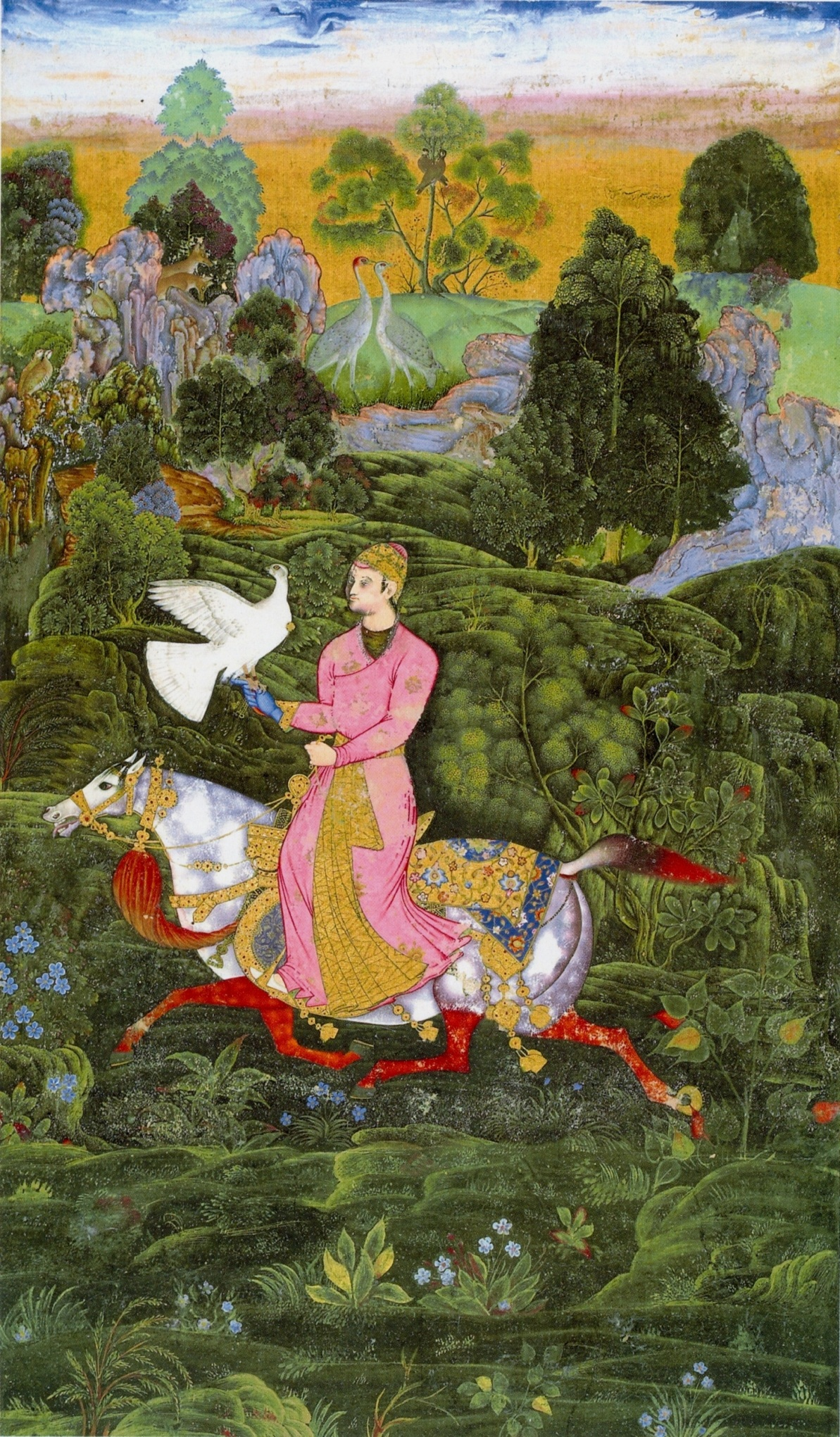
Farroukh Bek, Ibrahim Adilchah II à la chasse au faucon, vers 1590-1595, Institut de l'Orient de l'Académie des sciences de Saint-Pétersbourg.
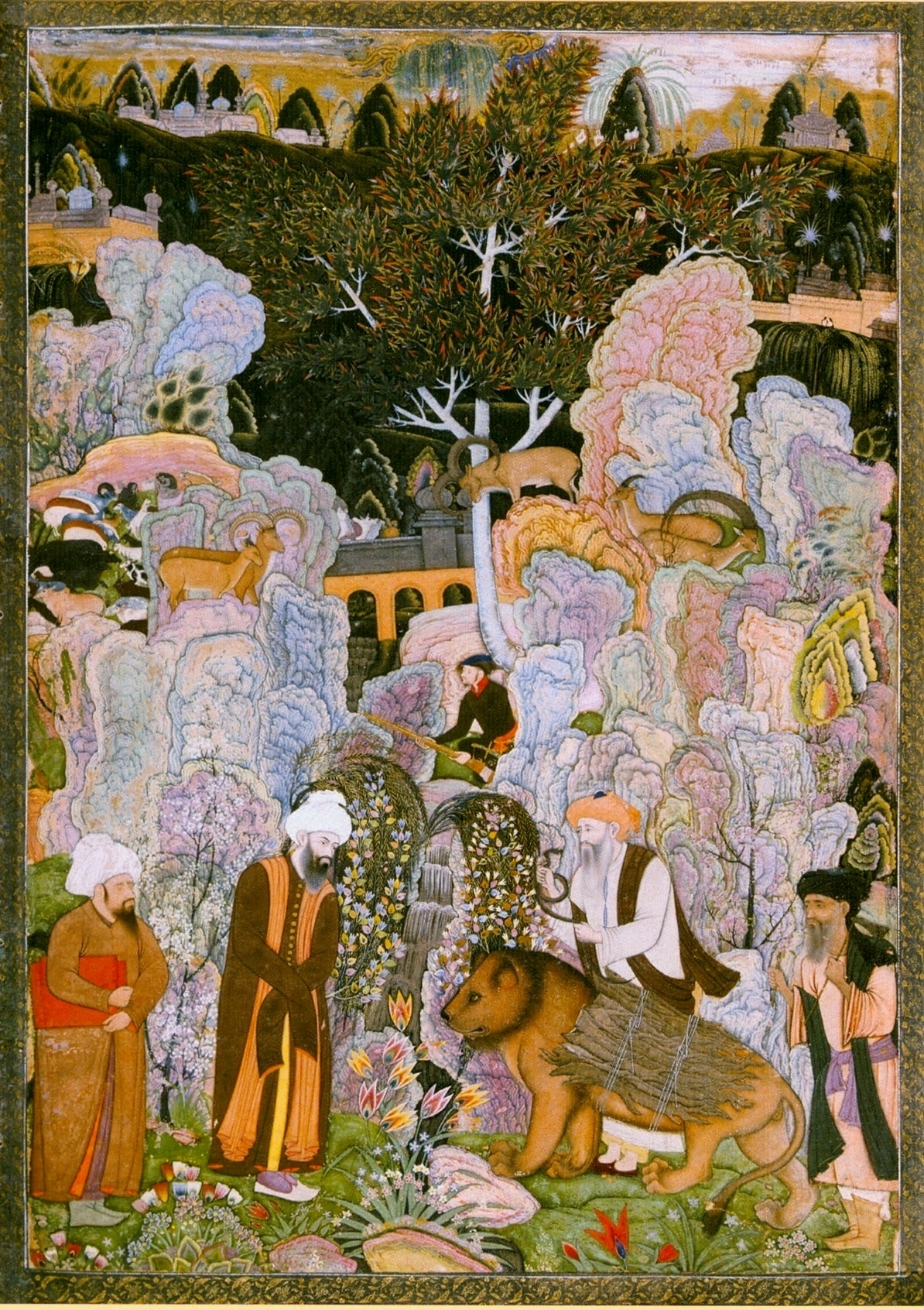
Farroukh Bek, Soufis sur fond de paysage, vers 1601-1604, Bibliothèque nationale Saltykov-Chtchédrine, Saint-Pétersbourg.
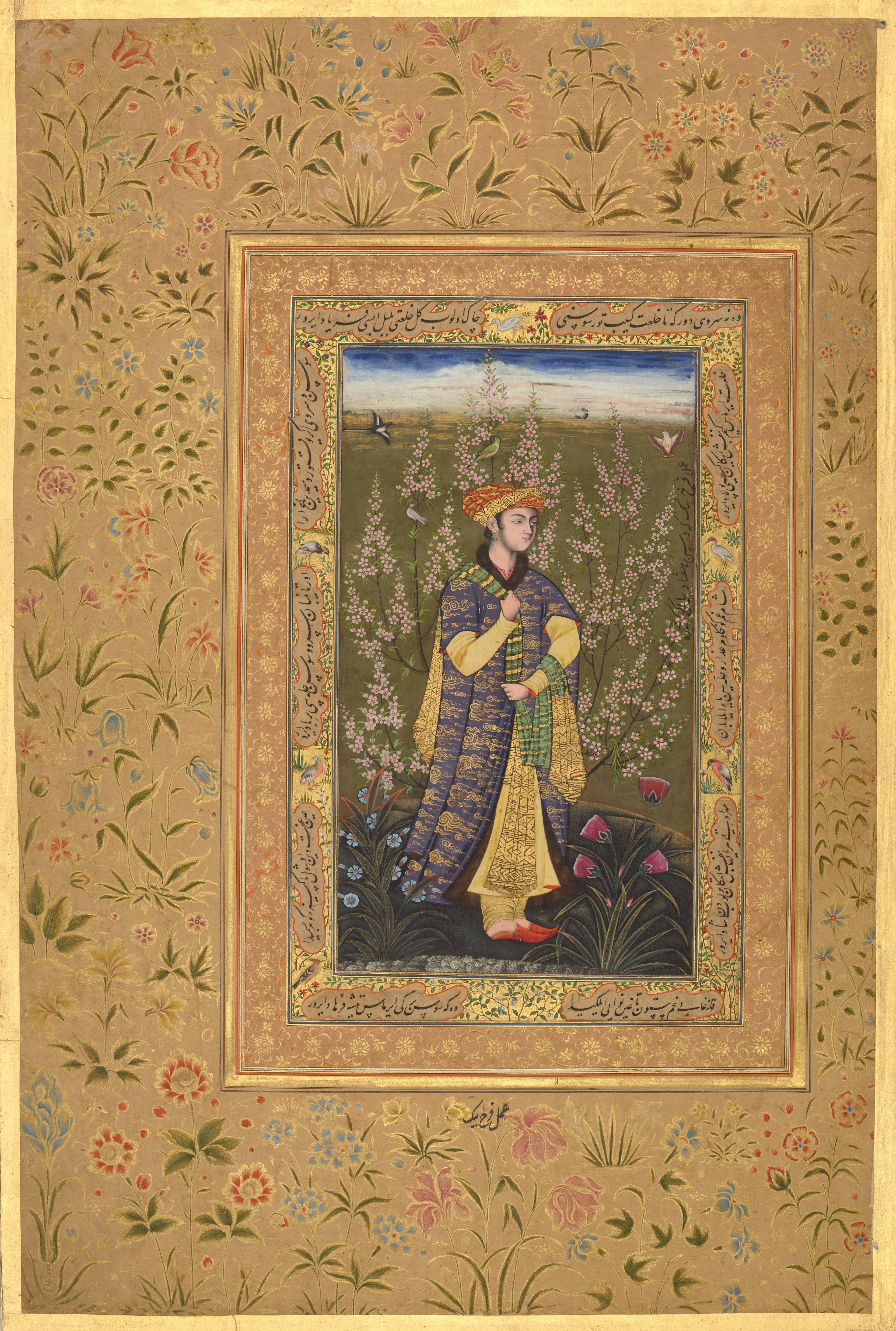
Farroukh Bek: Jeune page, vers 1615, Bibliothèque Chester-Beatty, Dublin.
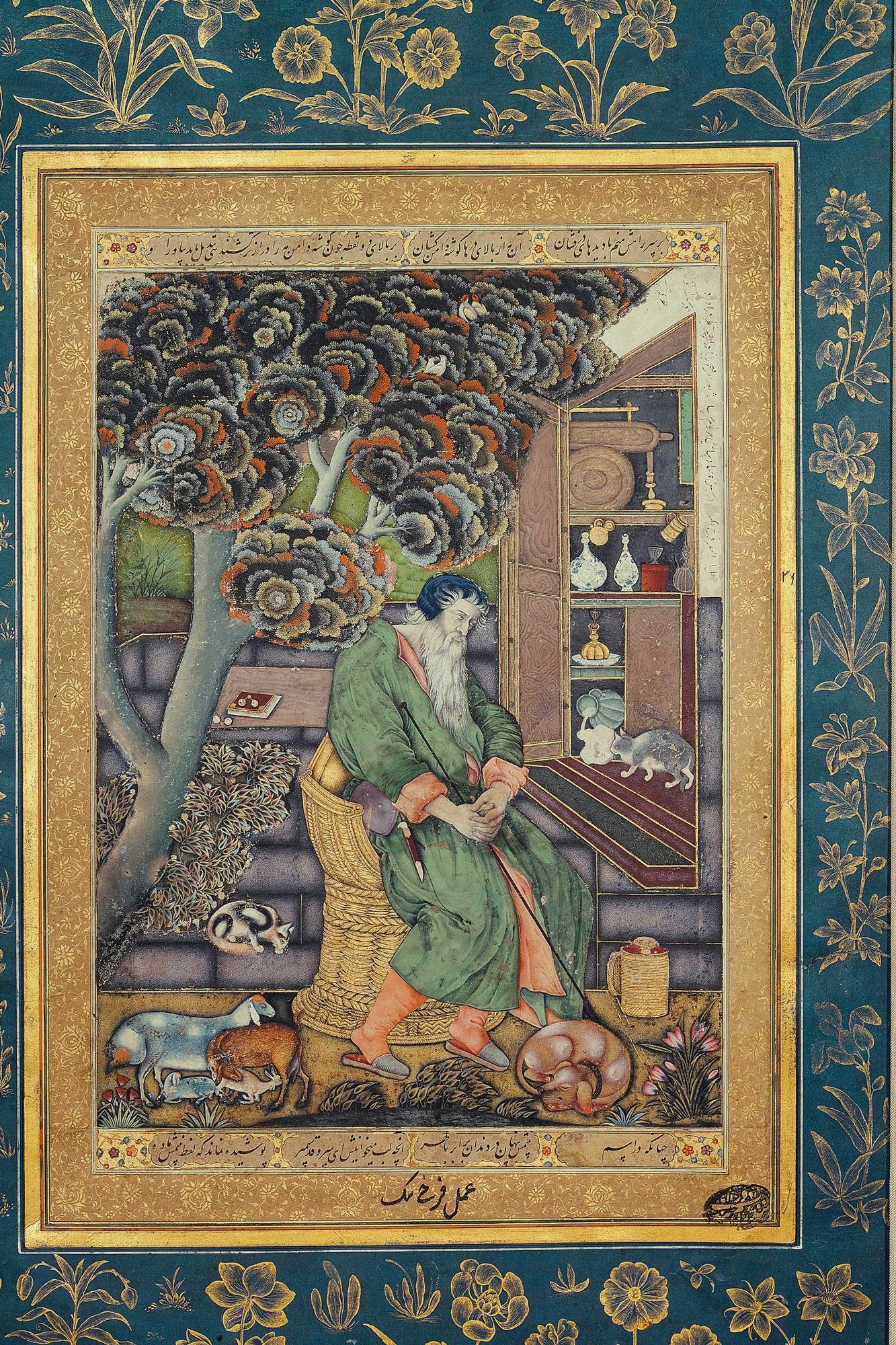
Farroukh Bek: Vieux soufi, 1615, Musée d'art islamique de Doha.